# Gur-Baal
Gur-Baal – miejsce (być może miejscowość) wymienione w Biblii tylko jeden raz - w 2 Księdze Kronik 26:7. W czasach króla Uzjasza zamieszkiwane było przez Arabów (2 Krn 26:3, 7). Bóg pomógł temu królowi walczyć z mieszkańcami Gur-Baal.
Dokładna lokalizacja Gur-Baal jest nieznana. Prawdopodobnie znajdowało się pomiędzy Palestyną a Półwyspem Arabskim, być może na wschód od Beer-Szeby.